# Waso Papandreu
Wasiliki (Waso) Papandreu, grec. Βασιλική (Βάσω) Παπανδρέου (ur. 9 grudnia 1944 w miejscowości Walimitika, zm. 17 października 2024) – grecka polityk i ekonomistka, parlamentarzystka, członkini Komisji Europejskiej oraz minister.

## Życiorys
W 1969 ukończyła ekonomię na Uniwersytecie Narodowym im. Kapodistriasa w Atenach. Magisterium uzyskała w 1971 na Uniwersytecie Londyńskim, a doktoryzowała się w 1980 na University of Reading. W pierwszej połowie lat 70. przebywała nadal w Wielkiej Brytanii, pracowała jako nauczyciel akademicki na University of Exeter i na Uniwersytecie Oksfordzkim. Poznała tam przebywającego na emigracji Andreasa Papandreu (niespokrewnionego z nią). Współtworzyła z nim Ogólnogrecki Ruch Socjalistyczny (PASOK), wchodziła w skład komitetu centralnego tego ugrupowania.
W pierwszej połowie lat 80. wykładała ekonomię w Atenach, była też członkinią rady dyrektorów jednego z banków. W latach 1985–1989 sprawowała mandat posłanki do Parlamentu Hellenów. W latach 1985–1988 była wiceministrem przemysłu, energetyki i technologii, następnie do 1989 wiceministrem handlu.
Przeszła następnie do pracy w Komisji Europejskiej, którą kierował Jacques Delors. W KE od 1989 do 1993 odpowiadała za sprawy społeczne i zatrudnienie, przemysł, edukację, sprawy młodzieży i relacje z ECOSOC. Powróciła następnie do krajowej polityki. W 1993 ponownie została wybrana na deputowaną, reelekcję uzyskiwała w kolejnych wyborach z 1996, 2000, 2004, 2007 i 2009. W Parlamencie Hellenów zasiadała nieprzerwanie do 2012. W rządach Kostasa Simitisa zajmowała stanowisko ministra współpracy na rzecz rozwoju (1996–1999), ministra spraw wewnętrznych, służby cywilnej i decentralizacji (1999–2001) oraz ministra środowiska i robót publicznych (2001–2004). W 2012, na kilka miesięcy przed końcem kadencji parlamentu, została wykluczona z frakcji PASOK-u.